# Ron Kovic
Ron Kovic,  född 4 juli 1946 i Ladysmith, Wisconsin, är en amerikansk författare och krigsveteran vars självbiografi Född den fjärde juli filmatiserades av Oliver Stone 1989. Boken behandlar hans egen resa från att han var en patriotisk tonåring i 1960-talets USA till det att han efter turen till krigets Vietnam kommer hem förlamad efter en skottskada. Han upplevde vid hemkomsten att han glömts bort och att hans insatser i kriget snarare häcklades än hyllades, något som ledde till förbittring och plötsligt motstånd mot det pågående kriget i Vietnam. I filmen med samma namn spelas Ron Kovic av Tom Cruise som blev nominerad till en Oscar för rollen.